# Bzip2
bzip2（ビージップツー）は、データ圧縮プログラムのひとつ、およびその圧縮データのフォーマットである。ジュリアン・スーアード により開発され、その実装（プログラム）のライセンスは BSD-style である。1996年6月に最初に公開され、その後の数年間で動作安定性と人気とが高まった。2000年末にversion 1.0が発表された。bzip2圧縮プログラムを用いて処理されたファイルには、拡張子として標準的には「.bz2」が付けられる。アーカイブ機能はない。
bzip2は、圧縮効率を良くするためにブロックソート法（バロウズ-ホイラー変換）とMTF (Move-To-Front) 法、ハフマン符号化法を用いており、従来のgzipやZIPといったデータ圧縮法と比べ、より高い圧縮率を誇っている。また、bzip2の操作法は意図的にgzipに似せてあるので、gzipからは容易に移行できる。しかしながら、処理速度の点でbzip2はgzipよりも劣っているので、gzipを完全に置き換えるまでには至らず、また高圧縮率のフォーマットとしてはxzも登場している。しかしbzip2は、StuffItや7-Zipといった高圧縮プログラムと比べて圧縮率が同程度であるにもかかわらず処理が高速である。
bzip2は、ネットワーク経由で配布されるサイズが比較的大きいファイルの圧縮に用いられることが多く、代表的なものとしては、Linuxカーネルのソースコード群が挙げられる。
bzip2の原型である bzip では圧縮アルゴリズムに算術符号を用いたので、算術符号に関係する特許に制約を受けて開発の継続ができなくなった、という経緯がある。